# La Jolie Dactylographe
Pour plus de détails, voir Fiche technique et Distribution.
La Jolie Dactylographe est un film muet français réalisé par Georges Monca, sorti en 1907.

## Fiche technique
- Titre : La Jolie Dactylographe
- Titre anglophone (États-Unis) : The Pretty Typist
- Réalisation : Georges Monca
- Scénario :
- Photographie :
- Montage :
- Société de production : Pathé Frères
- Société de distribution : Pathé Frères
- Pays d'origine :  France
- Langue : film muet avec les intertitres en français
- Métrage : 155 mètres
- Format : Noir et blanc — 35 mm — 1,33:1 — Muet - procédé cinématographique : sphérique
- Genre : Comédie
- Durée : 5 minutes et 10 secondes
- Numéro de catalogue Pathé : 1952
- Dates de sortie :
  - France : 21 décembre 1907
  - États-Unis : 22 août 1908